# Cheyenne-i repülőtér
A Cheyenne-i repülőtér (IATA: CYS, ICAO: KCYS) (ismertebb nevén: Jerry Olson Field) a wyomingi Cheyenne város repülőtere az Egyesült Államokban. Ez egy katonai-polgári repülőtér, amely 1,6 kilométerre helyezkedik el a város üzleti negyedétől északra.

## Története
A Cheyenne-i repülés története 1911-ben kezdődött, az évente megtartott vásár idején rendezett repülőbemutatóval. Azonban az első állandó repülőtér kialakításához az amerikai postaszolgálat (U.S. Post Office) hozzájárulása volt szükséges. Az első világháború után a posta nekilátott a repülőgépes postaszolgálat kialakításának és a helyi vezetők sikerrel lobbiztak annak érdekében, hogy Cheyenne-ben hozzák létre az egyik állomását a légiposta-szolgálatnak.
1920. szeptember 9-én szállt fel az első repülőgép, amely Salt Lake City-be tartott, a DH-4 típusú repülőgépet Buck Heffron vezetett. Az út nem volt minden nehézség nélkül: a DH-4 maximális sebessége alig 100 km/ó volt, és éppen hogy át tudott kelni a Salt Lake City-t övező hegyeken. A navigáláshoz Heffronnak csak néhány térkép, iránytű és a fedélzeti műszerek álltak rendelkezésre.
Az 1920-as években beindult a kereskedelmi utasszállítás is, az első utas a feljegyzések szerint egy bizonyos Elizabeth Brown volt (foglalkozása: női borbély). Egy első világháborús veterán, C.A. McKenzie vezette a Curtis Oriole típusú kétfedeles repülőgépet. 1935-től Douglas DC–3 típusú repülőkkel zajlott a polgári légiközlekedés - ez a típus már jóval nagyobb kényelmet és biztonságot nyújtott az utasoknak. Hamarosan három légitársaság üzemelt itt, és Amerika mindkét partjára, illetve délen Denverig szállítottak utasokat.
1929 és 1934 között épült fel a Boeing-United Airlines terminál épülete, amely később az United Airlines légitársaságnak adott otthont (ma műemlék).
A második világháború alatt a repülőtér a B–17-es bombázók bázisaként szolgált, itt szerelték össze és esetenként módosították a bombázókat. Itt szolgált a kor híres berepülőpilótája, Ralph S. Johnson kapitány, aki kifejlesztette a leszállás ma is használt technikáját. Találmányai között van a propeller jégtelenítését végző szerkezet, a leszállópálya megközelítését segítő jelzőfények, a gördülő ellenőrző lista, illetve a repülőgépszemélyzet tevékenységének összehangolási technikája. Johnson volt felelős több száz B-17, B–24 és PBY Catalina összeszereléséért és teszteléséért. A B-17-es bombázók hátsó tornyát "Cheyenne toronynak" ("Cheyenne" turret) is nevezik, mivel itt fejlesztették ki.
1961-ig a repülőtér otthont adott egy oktatási központnak, ahol az United Airlines légiutaskísérőit képezték. Számos híres pilóta járt itt, többek között Charles Lindbergh, a "Spirit of St. Louis" fedélzetén. Magas fekvése miatt ma számos repülőgép-gyártó vállalat hozza ide új, fejlesztés alatt álló repülőgépeit tesztelni.
A repülőtér otthont ad a Wyomingi Nemzeti Gárdának (WNG), valamint a Wyomingi Légi Nemzeti Gárdának WyANG). A Nemzeti Gárda UH–60 Black Hawk helikoptereket, míg a Légi Nemzeti Gárda C-130H típusú szállító repülőgépeket üzemeltet a repülőtéren.

## Légitársaságok, célállomások
| Légitársaság                      | Célállomás |
| SkyWest Airlines (United Express) | Denver     |

A teherszállító légitársaságok közül egyedül a Key Lime Air képviselteti magát állandóan változó célállomásokkal.

## Fordítás
- Ez a szócikk részben vagy egészben  a   Cheyenne Regional Airport című angol Wikipédia-szócikk fordításán alapul.  Az eredeti cikk szerkesztőit annak laptörténete sorolja fel. Ez a jelzés csupán a megfogalmazás eredetét és a szerzői jogokat jelzi, nem szolgál a cikkben szereplő információk forrásmegjelöléseként.